# Miami Dolphins 2010
La stagione 2010 dei Miami Dolphins è stata la numero 45 della franchigia, la quarantunesima nella National Football League. La squadra si è classificata terza nella AFC East division con un record di 7-9 e per il secondo anno consecutivo non ha raggiunto i playoff.

## Scelte nel Draft 2010
| Giro | Scelta | Giocatore      | Ruolo | College          |  |
| ---- | ------ | -------------- | ----- | ---------------- |  |
| 1    | 28     | Jared Odrick   | DE    | Penn State       |  |
| 2    | 40     | Koa Misi       | OLB   | Utah             |  |
| 3    | 73     | John Jerry     | G     | Ole Miss         |  |
| 4    | 119    | A.J. Edds      | ILB   | Iowa             |  |
| 5    | 145    | Nolan Carroll  | CB    | Maryland         |  |
| 5    | 163    | Reshad Jones   | FS    | Georgia          |  |
| 7    | 212    | Chris McCoy    | OLB   | Middle Tennessee |  |
| 7    | 252    | Austin Spitler | ILB   | Ohio State       |  |

## Calendario

### Stagione regolare
| Turno | Data               | Ora                | Avversario             | Risultato          | Risultato          | Stadio                          | TV                 | Tab.               |
| Turno | Data               | Ora                | Avversario             | Punteggio          | Record             | Stadio                          | TV                 | Tab.               |
| ----- | ------------------ | ------------------ | ---------------------- | ------------------ | ------------------ | ------------------------------- | ------------------ | ------------------ |
| 1     | 12/9               | 1:00 p.m. EDT      | @ Buffalo Bills        | W 15–10            | 1–0                | Ralph Wilson Stadium            | CBS                | Recap              |
| 2     | 19/9               | 1:00 p.m. EDT      | @ Minnesota Vikings    | V 14–10            | 2–0                | Mall of America Field           | CBS                | Recap              |
| 3     | 26/9               | 8:20 p.m. EDT      | New York Jets          | S 23–31            | 2–1                | Sun Life Stadium                | NBC                | Recap              |
| 4     | 4/10               | 8:30 p.m. EDT      | New England Patriots   | S 14–41            | 2–2                | Sun Life Stadium                | ESPN               | Recap              |
| 5     | Settimana di pausa | Settimana di pausa | Settimana di pausa     | Settimana di pausa | Settimana di pausa | Settimana di pausa              | Settimana di pausa | Settimana di pausa |
| 6     | 17/10              | 1:00 p.m. EDT      | @ Green Bay Packers    | V 23–20 (DTS)      | 3–2                | Lambeau Field                   | CBS                | Recap              |
| 7     | 24/10              | 1:00 p.m. EDT      | Pittsburgh Steelers    | S 22–23            | 3–3                | Sun Life Stadium                | CBS                | Recap              |
| 8     | 31/10              | 1:00 p.m. EDT      | @ Cincinnati Bengals   | V 22–14            | 4–3                | Paul Brown Stadium              | CBS                | Recap              |
| 9     | 7/11               | 1:00 p.m. EST      | @ Baltimore Ravens     | S 10–26            | 4–4                | M&T Bank Stadium                | CBS                | Recap              |
| 10    | 14/11              | 1:00 p.m. EST      | Tennessee Titans       | V 29–17            | 5–4                | Sun Life Stadium                | CBS                | Recap              |
| 11    | 18/11              | 8:20 p.m. EST      | Chicago Bears          | S 0–16             | 5–5                | Sun Life Stadium                | NFLN               | Recap              |
| 12    | 28/11              | 4:05 p.m. EST      | @ Oakland Raiders      | W 33–17            | 6–5                | Oakland-Alameda County Coliseum | CBS                | Recap              |
| 13    | 5/12               | 1:00 p.m. EST      | Cleveland Browns       | S 10–13            | 6–6                | Sun Life Stadium                | CBS                | Recap              |
| 14    | 12/12              | 4:15 p.m. EST      | @ New York Jets        | V 10–6             | 7–6                | New Meadowlands Stadium         | CBS                | Recap              |
| 15    | 19/12              | 1:00 p.m. EST      | Buffalo Bills          | S 14–17            | 7–7                | Sun Life Stadium                | CBS                | Recap              |
| 16    | 26/12              | 1:00 p.m. EST      | Detroit Lions          | S 27–34            | 7–8                | Sun Life Stadium                | Fox                | Recap              |
| 17    | 2/1                | 1:00 p.m. EST      | @ New England Patriots | S 7–38             | 7–9                | Gillette Stadium                | CBS                | Recap              |